# Cheick Fantamady Camara
Cheick Fantamady Camara (* 12. März 1960 in Conakry, Guinea; † 7. Januar 2017 in Paris, Frankreich) war ein guineischer Filmregisseur und Dokumentarfilmer.

## Leben
Cheick Fantamady Camara besuchte in der Hauptstadt Guineas Conakry die Schule, bevor er 1997 nach Frankreich an das Institut national de l’audiovisuel (INA) zum Erlernen des Drehbuchschreibens ging. Es folgte 1998 eine weitere Ausbildung zum Filmregisseur an der École Louis Lumière, damals noch in Noisy-le-Grand, Département Seine-Saint-Denis, heute in Saint-Denis selbst.
In der Folgezeit arbeitete Camara als Regieassistent bei Filmen verschiedener afrikanischer Regisseure. Im Jahre 2000 drehte er seinen ersten Kurzfilm der auf dem afrikanischen Filmfestival FESPACO (Festival panafricain du cinéma et de la télévision de Ouagadougou) 2001 mit dem Preis der Jury ausgezeichnet wurde. Seine nächsten Kurzfilme befassten sich mit der Gewalt innerhalb der Gesellschaft Guineas angesichts Tausender von Bürgerkriegsflüchtlingen aus den Nachbarländern Liberia und Sierra Leone.
Camaras erster Spielfilm Il va pleuvoir sur Conakry (Es wird über Conakry regnen) aus dem  Jahre 2006 schildert die Geschichte eines jungen Karikaturisten einer Oppositionszeitung und dessen Verhältnis zu seinem Vater, dem Imam der Großen Moschee von Conakry. Der Film wurde mehrfach ausgezeichnet und erhielt den Publikumspreis beim Festival Fespaco des Jahres 2007. Es folgte im selben Jahr ein Dokumentarfilm über den senegalesischen Cineasten Djibril Diop Mambety.
2010 begann Camara mit den Dreharbeiten für seinen zweiten Spielfilm Mörbayassa  der 2014 fertiggestellt wurde. Fatoumata Diawara wirkte daran in einer der Hauptrollen mit.

## Filmografie (Auswahl)
- 2000: Konorofili (Kurzfilm, 16 min.)
- 2002: Little John (Kurzfilm, 26 min.)
- 2004: Bè Kunko (Kurzfilm, 26 min.)
- 2007: Il va pleuvoir sur Conakry
- 2007: Mambéty forever (Dokumentarfilm)
- 2014: Mörbayassa – Le serment de Koumba